# Red Tory
Pour les articles homonymes, voir Tory (homonymie).
 (août 2017).
Si vous disposez d'ouvrages ou d'articles de référence ou si vous connaissez des sites web de qualité traitant du thème abordé ici, merci de compléter l'article en donnant les références utiles à sa vérifiabilité et en les liant à la section « Notes et références ».
En politique canadienne, un Red Tory est un partisan conservateur qui épouse aussi les idées progressistes économiques (ou sociales) et appuie l'État providence. 
De manière générale, les Red Tories prônent un libéralisme économique modéré combiné à un degré de progressisme social qui peut varier. John A. Macdonald, Joe Clark et Peter Lougheed sont tous des Red Tories. Les Red Tories sont historiquement la branche la plus influente du Parti progressiste-conservateur du Canada. Leurs idées étaient basées sur l'idéologie britannique de la noblesse obligée, s'opposant au libéralisme classique. 
L'idée politique a surtout été développée par Gad Horowitz pendant les années 1960. Les Red Tories ont tendance à s'opposer aux Blue Tories. 
Lorsque l'Alliance canadienne fusionna avec le parti de Peter MacKay, les deux traditions politiques se sont réunies dans un seul parti et elles exercent maintenant des rapports de forces différents au sein du Parti conservateur du Canada. Ils ont perdu beaucoup d'influence comparée aux Blue Tories, et des Red Tories ont décidé de joindre l'ennemi traditionnel du parti progressiste-conservateur, le Parti libéral du Canada. 